# Corydoras schwartzi
Espèce
Corydoras schwartzi est une espèce de poissons de la famille des Callichthyidae et originaire du Brésil. C'est également un poisson d'aquarium apprécié.

## Description de l'espèce

### Description et dimorphisme

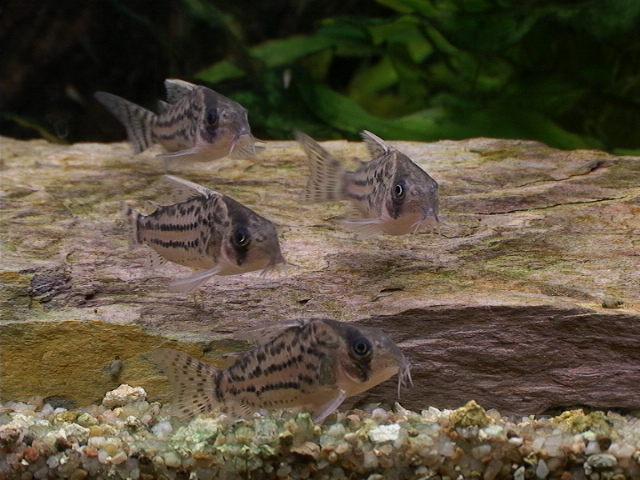
Groupe au repos sur une pierre

Poisson de fond possédant des barbillons autour de la bouche. L'œil est barré de noir, le corps parsemé de points noirs. Le mâle est plus élancé et généralement plus petit que la femelle. Il peut atteindre jusqu'à 6 cm.

### Comportement
Il est dynamique et accepte des paramètres d'eau variés. Son système respiratoire lui permet de stocker un peu d'air dans sa vessie natatoire, il remonte donc parfois en surface.
Il n'aime pas les températures élevées car elles accélèrent son métabolisme, maximum 26 °C, la température idéale se situant dans les 23-24 °C.

### Reproduction
La femelle pond quelques œufs qu'elle coince entre ses nageoires pelviennes où le mâle les fertilise. Puis la femelle nage vers un support qui lui convient où elle attache ses œufs. Le couple répète ce processus jusqu'à 100 œufs environ.
Il peut vivre environ 8 ans.

### Alimentation
Omnivore, il fouille volontiers le sol à la recherche de larves.

### Origine
Corydoras schwartzi est endémique du bassin du rio Purus au Brésil.

## Maintenance en captivité
| Origine         | Brésil     | Eau           | Eau douce |
| Dureté de l'eau | 2 à 25 °GH | pH            | 6 à 8     |
| Température     | 22-26 °C   | Volume mini.  | 100 l     |
| Alimentation    | Omnivore   | Taille adulte | 6 cm      |
| Reproduction    | Ovipare    | Zone occupée  | Fond      |
| Sociabilité     | Paisible   | Difficulté    | Facile    |

C'est une espèce paisible qui vit bien dans un volume à partir de 100 litres d'eau minimum pour un groupe. Espèce grégaire, ce poisson a besoin du groupe pour s'épanouir. Il faut conserver un minimum de six individus, dix individus étant optimal dans 120 litres d'eau au moins. Peu exigeante quant à la qualité de l'eau, elle est idéale pour le débutant. Omnivore, on le nourrit de comprimés de fond, d'un apport végétal et de petits vers fins, appelés tubifex.
Il lui faut une eau avec un pH de 6 à 8, l'idéal étant 7. La température optimale est comprise entre 22 et 26 °C, la dureté entre 2°d GH à 25°d GH.

## Étymologie
Son épithète spécifique, schwartzi, lui a été donnée en l'honneur de Hans-Willi Schwartz (1909-1981), un exportateur de poissons d'aquarium de Manaus, qui a aidé à la capture de l'holotype.

## Publication originale
- (de) Fritz Rössel, « Neue und seltene Corydoras-Arten aus Brasilien (Pisces, Teleostei, Callichthyidae) », Senckenbergiana Biologica, vol. 44, no 5,‎ 1963, p. 359-363 (ISSN 0037-2102).